# Сивоглава червенушка
Сивоглавата червенушка (Pyrrhula erythaca) е вид птица от семейство Чинкови (Fringillidae).

## Разпространение и местообитание
Разпространен е в Бутан, Индия, Китай, Мианмар, Непал и Тайланд.